# No Such Thing as too Late
"No Such Thing as too Late" är en låt framförd av den amerikanska artisten Brandy Norwood, från hennes sjätte studioalbum Two Eleven (2012). Den skrevs av Richard Butler, James Scheffer och Daniel Morris och komponerades av Jim Jonsin, Mr. Morris och Rico Love. Idén bakom "No Such Thing as too Late" kom till efter att Jonsin gjorde ändringar keyboard-ackord. Spåret byggdes sedan upp kring dessa. Ytterligare inspiration kom ifrån Norwoods önskan att skapa en "R&B-klassiker". Låten innehåller "sparsam" musik och beskrevs som artistens bästa powerballad sedan "Have You Ever?" (1998).
I låttexten uppmanar framföraren sin nya partner att "ta det långsamt" med relationen, vilken hon menar ska byggas upp under lång tid. I en intervju hoppades Norwood att balladen skulle bli skivans tredje singel och kunna höras innan Two Eleven gavs ut. I samband med ett tweet av sångaren, med texten "Jag kan inte hålla mig längre!!!", läckte låten ut på internet, två veckor innan utgivningen av skivan. "No Such Thing as too Late" bemöttes med mestadels positiv respons från musikkritiker som lyfte fram musiken och Norwoods röst som fått mera spelrum än tidigare. Den jämfördes också med låtar av både Katy Perry och Janet Jackson.

## Bakgrund och internetläcka
Norwoods femte studioalbum Human släpptes i december 2008 efter ett musikaliskt uppehåll på fyra år. Skivan blev en kommersiell besvikelse och debuterade på plats 15 på amerikanska albumlistan Billboard 200. Som resultat lämnade hon sitt dåvarande skivbolag Epic Records år 2009. Under följande år började Norwood arbeta på nytt material till en skiva. Hon påbörjade ett samarbete med låtskrivaren och kompositören Rico Love i hopp om att återskapa sitt autentiska R&B-sound, som enligt sångerskan gått förlorad på sitt föregående album. "Jag är exalterad över låtarna som jag gjort med henne hittills. Jag tror att vi behöver skapa klassiker, musik som folk älskar. Det finns ingen direkt formula. Jag tror man behöver en bra melodi och ett starkt koncept. Lägger man till en fantastisk sångare, speciellt en sångare som haft sådana framgångar som Norwood, är det enkelt att skapa en hitlåt", kommenterade Love i en intervju.
Den 5 oktober 2012, sju dagar innan Two Eleven:s utgivningsdatum läckte Norwood "No Such Thing as too Late" tillsammans med den Bangladesh-komponerade upptempolåten "Let Me Go". I samband med det skrev hon på sin officiella twittersida: "Jag kan inte hålla mig längre!!!". I en senare intervju avslöjade sångerskan att hon funderade på att ge ut låten som den tredje singeln från skivan. "Jag funderar på att ge ut den som en tredje singel. Den är en ballad men får en ändå att klappa takten. Rico Love klev in och gjorde sin grej. Han la ner sin kropp och själ i den. Jag hoppas att mina fans får en chans att höra den innan albumet släpps.

## Inspelning och komposition
"No Such Thing as too Late" skrevs av Richard Butler, James Scheffer och Daniel Morris och producerades av Jim Jonsin, Mr. Morris och Love. Låten ljudmixades av Robert Marks med assistans av Matt Huber, Nathan Burgess och Dana Richard vid Parkland Playhouse i Parkland, Florida. Norwoods sång spelades in av Pierre Medor vid Doppler Studios i Atlanta, Georgia.
"No Such Thing as too Late" är en R&B-ballad som pågår i fyra minuter och två sekunder (4:02). Den innehåller "sparsam" musik och Norwoods "färska" sång som beskrevs som starkare och mera självsäker än på många andra inspelningar. Love kommenterade artistens sång: "Jag var stentuff och drev hennes sång till gränsen, på samma sätt som jag gör med Mary, Usher, Mario, Kelly... Jag driver det bästa ur människor. Precis som en tränare gör med sin spelare. Man är tuff på träningen så att man får bästa resultat när spelet börjar." Andrew Hampp från Billboard noterade att den var hennes bästa powerballad sedan "Have You Ever?" (1998). I en intervju kommenterade Jim Jonsin låten: "Jag gjorde den tillsammans med Rico, Frank Romaro och Danny Morris. Skapandet av det spåret var faktiskt ganska simpelt. Den har ungefär samma sound som "Lollipop". Vi kom på förändringarna i ackorden och byggde sedan låten kring dem. Rico kom på melodierna och idéerna. Det var en ganska typisk studiotid. Vi spelade upp den för Norwood. Jag älskar låten."
I en intervju förklarade Norwood att låtar som "Hardly Breathing" och "No Such Thing as too Late" blandade hennes klassiska "Brandy-sound" med en modernare sida av sig själv, som på "Put It Down". De två förstnämnda balladerna var "kick-ass" och "som hemma" för henne. Låttexten beskriver framförarens möte med en ny partner och hennes önskan att påbörja romansen långsamt, vilket hörs i verserna "So take your time/Cause love ain't got nowhere to go/It will be way better if we wait".

## Mottagande
Jenna Hally Rubenstein från MTV skrev att "det sparsamma spåret ger nog med utrymme för att Brandys färska sång ska höras" men också "levererade med felfri glänsande produktion." Hon avslutade sin recension av låten med att skriva: "Om du inte håller räkningen så har alla låtar från Two Eleven hittills varit enastående." Sarah Godfrey, skribent vid The Washington Post klargjorde att "Wildest Dreams", "Without You" och “No Such Thing as Too Late” var de bästa spåren på skivan. Hon tyckte att den sistnämnda var "galet inspirerande". Internetsidan That Grape Juice var också positiv till låten och skrev: "Två veckor innan utgivningen av hennes album Two Eleven läcker naturbegåvningen den färdiga versionen av den vackra nya låten ‘No Such Thing As Too Late‘. Den delar samma tema som Katy Perrys ‘Not Like The Movies’ och Janet Jacksons ‘Let's Wait Awhile’ och tro oss när vi säger att den redan är en av våra största Brandy-favoriter... den är så bra!"
Soul Bounce skrev att Norwood visade sin "mjukare sida" och "lämnar ut sitt hjärta när hon sjunger om att ta det långsamt och varsamt med sin älskare. Balladen skrevs av Rico Love men är nödvändigtvis inte lika trallvänlig och oförglömlig som föregångaren 'Wildest Dreams'. Låten ger istället känslan av 'album-utfyllnad'. Trots detta håller man hoppet vid liv att Brandys Two Eleven ska vara mera kvalitativ och enhetlig än hennes senaste projekt." Necole från internetsidan Necole Bitchie var positiv till låten och skrev: "Om du har väntat på att höra Brandy mörda en slow jam som på Never Say Never-dagarna kommer du att gilla den senaste låten, ‘No Such Thing As Too Late’. Rico Love-kompositionen har ett värdigt budskap om att vänta med sex tills man lärt känna personen och vet om han är värd det. Brandys röst är len som silke när hon passionerat framför verserna; 'There’s no such thing as too late/When you really love somebody, you can wait'."

## Musikmedverkande
- Brandy Norwood - huvudsång, bakgrundssång
- Rico Love – sångproducent, sångarrangemang, låtskrivare, producent
- Jim Jonsin – programmering, producent
- Danny Morris – keyboards
- Nikolas Marzouca – inspelning
- Matt Huber – assistans, ljudmixning
- Pierre Medor – sånginspelning
- Thurston McCrea – ytterligare sånginspelning
- Robert Marks – ljudmixning
- Nathan Burgess – ljudtekniker
- Dana Richard – ljudtekniker
- James Scheffer – låtskrivare